# Copa Merconorte 2001
Navigation
Édition précédente
La Copa Merconorte 2001 est la quatrième et dernière édition de cette compétition. En finale, les Colombiens du Millonarios FC battent les Équatoriens du CS Emelec.

## Participants
| Nation                          | Club                 |
| Bolivie 1 équipe                | Blooming             |
| Colombie 3 équipes              | América Cali         |
| Colombie 3 équipes              | Millonarios          |
| Colombie 3 équipes              | Atlético Nacional    |
| Équateur 3 équipes              | Emelec               |
| Équateur 3 équipes              | Aucas                |
| Équateur 3 équipes              | Barcelona            |
| États-Unis (CONCACAF) 2 équipes | Kansas City Wizards  |
| États-Unis (CONCACAF) 2 équipes | MetroStars           |
| Mexique (CONCACAF) 3 équipes    | Santos Laguna        |
| Mexique (CONCACAF) 3 équipes    | Chivas Guadalajara   |
| Mexique (CONCACAF) 3 équipes    | Necaxa               |
| Pérou 3 équipes                 | Universitario        |
| Pérou 3 équipes                 | Sporting Cristal     |
| Pérou 3 équipes                 | Alianza Lima         |
| Venezuela 1 équipe              | Deportivo Italchacao |

## Phase de groupes
Chaque équipe rencontre deux fois chacune des autres pendant la phase de groupe. Le champion de chaque groupe a accès aux demi-finales.

### Groupe A
| Rang | Équipe       | Pts | J | G | N | P | Bp | Bc | Diff |  | Résultats (▼ dom., ► ext.) | MEX | COL | PER | ECU |
| ---- | ------------ | --- | - | - | - | - | -- | -- | ---- |  | -------------------------- | --- | --- | --- | --- |
| 1    | Necaxa       | 15  | 6 | 5 | 0 | 1 | 12 | 5  | +7   |  | Necaxa                     |     | 1-0 | 2-1 | 1-3 |
| 2    | América Cali | 10  | 6 | 3 | 1 | 2 | 7  | 7  | 0    |  | América Cali               | 1-3 |     | 1-1 | 2-1 |
| 3    | Alianza Lima | 5   | 6 | 1 | 2 | 3 | 8  | 10 | -2   |  | Alianza Lima               | 0-3 | 1-2 |     | 4-1 |
| 4    | Aucas        | 4   | 6 | 1 | 1 | 4 | 6  | 11 | -5   |  | Aucas                      | 0-2 | 0-1 | 1-1 |     |

### Groupe B
| Rang | Équipe               | Pts | J | G | N | P | Bp | Bc | Diff |  | Résultats (▼ dom., ► ext.) | COL | VEN | USA | MEX |
| ---- | -------------------- | --- | - | - | - | - | -- | -- | ---- |  | -------------------------- | --- | --- | --- | --- |
| 1    | Millonarios          | 12  | 6 | 4 | 0 | 2 | 10 | 7  | +3   |  | Millonarios                |     | 5-0 | 2-1 | 2-0 |
| 2    | Deportivo Italchacao | 12  | 6 | 4 | 0 | 2 | 9  | 8  | +1   |  | Deportivo Italchacao       | 3-0 |     | 2-1 | 2-0 |
| 3    | MetroStars           | 9   | 6 | 3 | 0 | 3 | 8  | 5  | +3   |  | MetroStars                 | 0-1 | 2-0 |     | 2-0 |
| 4    | Chivas Guadalajara   | 3   | 6 | 1 | 0 | 5 | 3  | 10 | -7   |  | Chivas Guadalajara         | 3-0 | 0-2 | 0-2 |     |

### Groupe C
| Rang | Équipe              | Pts | J | G | N | P | Bp | Bc | Diff |  | Résultats (▼ dom., ► ext.) | MEX | PER | USA | ECU |
| ---- | ------------------- | --- | - | - | - | - | -- | -- | ---- |  | -------------------------- | --- | --- | --- | --- |
| 1    | Santos Laguna       | 15  | 6 | 5 | 0 | 1 | 15 | 6  | +9   |  | Santos Laguna              |     | 3-0 | 4-2 | 3-1 |
| 2    | Sporting Cristal    | 11  | 6 | 3 | 2 | 1 | 10 | 10 | 0    |  | Sporting Cristal           | 2-1 |     | 2-1 | 2-2 |
| 3    | Kansas City Wizards | 4   | 6 | 1 | 1 | 4 | 8  | 12 | -4   |  | Kansas City Wizards        | 0-1 | 1-2 |     | 1-1 |
| 4    | Barcelona           | 3   | 6 | 0 | 3 | 3 | 9  | 14 | -5   |  | Barcelona                  | 1-3 | 2-2 | 2-3 |     |

### Groupe D
| Rang | Équipe            | Pts | J | G | N | P | Bp | Bc | Diff |  | Résultats (▼ dom., ► ext.) | ECU | COL | PER | BOL |
| ---- | ----------------- | --- | - | - | - | - | -- | -- | ---- |  | -------------------------- | --- | --- | --- | --- |
| 1    | Emelec            | 12  | 6 | 3 | 3 | 0 | 8  | 1  | +7   |  | Emelec                     |     | 3-0 | 1-0 | 4-1 |
| 2    | Atlético Nacional | 10  | 6 | 3 | 1 | 2 | 7  | 5  | +2   |  | Atlético Nacional          | 0-0 |     | 3-0 | 1-0 |
| 3    | Universitario     | 10  | 6 | 3 | 1 | 2 | 7  | 7  | 0    |  | Universitario              | 0-0 | 2-1 |     | 2-0 |
| 4    | Blooming          | 1   | 6 | 0 | 1 | 5 | 3  | 12 | -9   |  | Blooming                   | 0-0 | 0-2 | 2-3 |     |

## Phase finale

### Demi-finales
| Pays | Club          | Aller | Cumulé | Retour | Club           | Pays | Commentaire |
|      | Club Necaxa   | 3-2   | 5-5    | 2-3    | Millonarios FC |      | 1-3tab      |
|      | Santos Laguna | 4-1   | 5-5    | 1-4    | CS Emelec      |      | 2-4tab      |

### Finale
| Pays | Club           | Aller | Cumulé | Retour | Club      | Pays | Commentaire |
|      | Millonarios FC | 1-1   | 2-2    | 1-1    | CS Emelec |      | 3-1tab      |

| Finale aller     | Millonarios FC | 1 - 1   | CS Emelec   | Estadio El Campí, Bogotá   |                            |
| 13 décembre 2001 | Castro 76e     | (0 - 0) | 75e Tenorio | Arbitrage : Luis Solórzano | Arbitrage : Luis Solórzano |

| Finale retour    | CS Emelec                          | 1 - 1             | Millonarios FC                       | Stade George Capwell, Guayaquil |                              |
| 20 décembre 2001 | Tenorio 50e                        | (0 - 1, 1 - 1)    | 29e Jaramillo                        | Arbitrage : Gilberto Hidalgo    | Arbitrage : Gilberto Hidalgo |
| 20 décembre 2001 | (Rapport)                          |                   |                                      | Arbitrage : Gilberto Hidalgo    | Arbitrage : Gilberto Hidalgo |
| 20 décembre 2001 | Hidalgo · Tenorio · Porozo · Cagua | Tirs au but 1 - 3 | Rivera · Orrego · Castro · Gutiérrez | Arbitrage : Gilberto Hidalgo    | Arbitrage : Gilberto Hidalgo |

## Meilleurs buteurs
| Rang | Joueur              | Équipe        | Buts |
| ---- | ------------------- | ------------- | ---- |
| 1    | Otilino Tenorio     | Emelec        | 7    |
| 2    | Alfredo Moreno      | Necaxa        | 6    |
| 3    | Wilson Cano         | Millonarios   | 5    |
| 3    | Eduardo Lillingston | Santos Laguna | 5    |